# Charles-Henri-Joseph Binet
Charles-Henri-Joseph Binet (ur. 8 kwietnia 1869 w Juvigny, zm. 15 lipca 1936 w Besançon), francuski duchowny katolicki, kardynał, arcybiskup Besançon. 

## Życiorys
Święcenia kapłańskie przyjął 22 października 1893 roku w Soissons. Był wykładowcą seminarium duchownego w Soissons w latach 1895–1914. Został diecezjalnym archiwistą w 1900 roku. 16 czerwca 1920 roku został mianowany biskupem Soissons, sakrę biskupią otrzymał 24 sierpnia 1920 roku w katedrze Soissons z rąk kard. Louisa-Henri-Josepha Luçona arcybiskupa Reims. Został przeniesiony na stolicę metropolitalną w Besançon 31 października 1927 roku. Na konsystorzu 19 grudnia 1927 roku papież Pius XI wyniósł go do godności kardynalskiej z tytułem kardynała-prezbitera S. Prisca. Był administratorem apostolskim diecezji Soissons od 31 października 1927 roku do 1 maja 1928 roku. Zmarł 15 lipca 1936 roku w Besançon. 